# Huaca Pucllana (Metro de Lima y Callao)
Huaca Pucllana es el nombre asignado a la decimonovena futura estación de la línea 3 del Metro de Lima y Callao en Perú. Será construida de manera subterránea en el distrito de Miraflores, en la avenida Arequipa, cerca a la Huaca Pucllana.